# Andrzej Ilczuk
Andrzej Ilczuk (ur. 14 czerwca 1944 w Wojnowie) – polski ekonomista, dziennikarz, urzędnik, dyplomata, polityk, w latach 2006–2007 wiceminister rozwoju regionalnego.

## Życiorys
W 1968 ukończył studia na Wydziale Handlu Zagranicznego Szkoły Głównej Planowania i Statystyki. Jest także absolwentem studiów podyplomowych na Wydziale Dziennikarstwa i Nauk Politycznych Uniwersytetu Warszawskiego.
W 1970 został pracownikiem Przedsiębiorstwa Handlu Zagranicznego „Metalexport”. W latach 1972–1976 pracował w Ministerstwie Handlu Zagranicznego na stanowisku kierownika Zespołu Analiz Ekonomicznych w Departamencie Krajów Zachodnich. Następnie, do 1980 był attaché handlowym w Ambasadzie RP w Waszyngtonie. Od 1981 do 1984 pełnił funkcję dyrektora Gabinetu Prezesa Banku Handlowego w Warszawie.
W latach 1984–1987 reprezentował Polskę w negocjacjach akcesyjnych z Bankiem Światowym i Międzynarodowym Funduszem Walutowym. Od 1987 do 1989 ponownie pracował w Ambasadzie Polskiej w USA. Następnie, do 1992 był doradcą członka zarządu Banku Światowego. W 1993 został wicedyrektorem Departamentu Systemów Zarządzania Centralnego Urzędu Planowania, a następnie pełnił funkcję doradcy w Urzędzie Rady Ministrów. W latach 1995–2003 po raz trzeci był zatrudniony w ambasadzie w Waszyngtonie. Po powrocie do kraju podjął pracę w Narodowym Funduszu Ochrony Środowiska i Gospodarki Wodnej.
Był doradcą partii Samoobrona Rzeczpospolitej Polskiej. 5 września 2006 objął z rekomendacji tego ugrupowania urząd sekretarza stanu w Ministerstwie Rozwoju Regionalnego. Został odwołany z tej funkcji 13 sierpnia 2007.

## Życie prywatne
Jest żonaty, ma dwoje dzieci.